# Стерлигов, Владимир Васильевич
Влади́мир Васи́льевич Сте́рлигов (18 [31] марта 1904, Варшава — 1 ноября 1973, Петродворец, Ленинград) — советский художник, живописец, станковый и книжный график. Один из учеников Казимира Малевича.

## Биография
Отец — Василий Николаевич Стерлигов (1873—1932), дворянин, учитель истории, мать — София Яковлевна Стерлигова (урожд. Чубаровская; ок. 1880—1915), учительница. Вскоре после рождения переехал с родителями в Москву; семья жила на Воздвиженке (Ваганьковский пер, д. 3, кв. 2); лето проводил в имении, в селе Острое Пластиково. Детство провёл в Москве. Учился в «Школе свободного воспитания» М. Х. Свентицкой. В 1922—1925 учился на Литературных курсах при Всероссийском Союзе Поэтов, в 1923—1925 учился живописи и рисунку в частных студиях.

### ГИНХУК
Летом 1925 года по совету художницы Веры Ермолаевой переехал в Ленинград, и осенью 1925 начал работать в ГИНХУКе у Казимира Малевича. С января 1926 официально оформлен практикантом отдела живописной культуры ГИНХУКа; занимался живописью под руководством К. С. Малевича, изучал кубизм и супрематизм; и после закрытия ГИНХУКа работал под руководством К. Малевича (до 1934). Познакомился с Н. Н. Пуниным, П. Н. Филоновым, П. А. Мансуровым, М. В. Матюшиным, Н. И. Харджиевым, Б. В. Эндером. Вместе с В. М. Ермолаевой, К. И. Рождественским, Л. А. Юдиным, Н. М. Суетиным, А. А. Лепорской вошёл в «группу живописно-пластического реализма», образованную в 1929, оставался близок этим художникам в течение всей жизни.
В декабре 1926 познакомился с поэтами круга ОБЭРИУ — А. И. Введенским, Д. И. Хармсом; их личная и творческая дружба продолжалась до 1941 года.
В 1929 начал работать в книжной и журнальной иллюстрации, сотрудничал с журналами «Ёж» и «Чиж»; иллюстрировал книги, в том числе «книги собственного текста». Все предвоенные годы писал стихи и прозу.
С 1930 начал работать как педагог; его первым учеником стал художник П. И. Басманов. В 1932 вступил в Союз Художников. В октябре 1932 участвовал в выставке «Художники РСФСР за 15 лет» в Русском музее. Работы этого времени: «Равновесие» (1927), серии «Мужики», «Жнецы», «Полуобраз» (1933).

### Арест и предвоенные годы
25 декабря 1934 был арестован и находился под следствием до 26 февраля 1935. 27 марта 1935 осуждён согласно постановлению УНКВД по статье 58-10, 58-11; 29 марта 1935 отправлен отбывать наказание в 1-е отделение 3-го отдела Карагандинского ИТЛ. В лагере вместе с ним отбывали срок художники В. М. Ермолаева и П. И. Соколов. Находился в заключении (Карлаг, посёлок Долинка) до 19 декабря 1938, был досрочно освобождён.
В декабре 1938 встал на учёт в Союзе художников Казахстана, в Караганде.
В августе 1939 переехал в Подмосковье (в Петушки); несмотря на запрещение жить в Москве, постоянно бывал там, останавливаясь у друзей (Е. В. Сперанского, Е. В. Сафоновой). В 1940 работал над панно на Сельскохозяйственной выставке в Москве. В эти годы встречался с А. И. Введенским, стал крёстным отцом его сына Петра.

### Война и эвакуация
В 1941 переехал в посёлок Малая Вишера Новгородской области. 22 июля 1941 призван по мобилизации Маловишерским РВК Новгородской области в 47-й запасной артиллерийский полк (рядовой 2-го запаса). Вместе с полком находился на фронте, идущем по реке Сестре, где 12 января 1942 был контужен. Находился на излечении в полевом госпитале, с 28 февраля по 15 мая — в эвакогоспитале № 1354 (там сделал серию рисунков «В госпитале»). В феврале 1942 узнал о смерти Даниила Хармса, написал текст «На смерть Даниила Ивановича». 15 апреля 1942 уволен из армии инвалидом 2-й группы, а 1 июня 1942 признан негодным к военной службе с исключением с учёта. Награждён боевой медалью «За оборону Ленинграда».
13 июня 1942 эвакуировался из блокадного Ленинграда в Алма-Ату, где 3 июля 1942 встал на учёт в Союзе художников Казахской ССР. Вошёл в круг художников, эвакуированных из Москвы и Ленинграда: Д. Митрохин, Б. Урманче, С. Калмыков, П. Зальцман, Ф. Бернштам, Н. Харджиев, Б. Кузин, Н. Берковский, М. Аксельрод, Р. Великанова. Близко дружил с В. В. Воиновым. В 1943 году женился на ленинградской художнице Т. Н. Глебовой. Организовывал художественную жизнь в Алма-Ате: работал в ЦДКА, в госпиталях; организовал студию в Союзе художников, где занимался разработкой художественных проблем; преподавал историю и перспективу в художественном училище; вёл литературные передачи на радио; изучал технику фресковой живописи и писал фреску на стенах Союза художников Казахстана. По договору с КазИЗО выполнил иллюстрации к семи детским книгам; участвовал в республиканской выставке «Великая Отечественная война»; организовал выставку художников-фронтовиков (1944), а также свою персональную выставку (1943) и групповые выставки «О колорите», «Рисунок»; живописной работой участвовал в выставке к юбилею народного героя Амангельды Иманова. Среди его работ этого времени выделяется серия «Воспоминания о супрематизме». С 1944 по ноябрь 1945 входил в бюро графической секции Союза художников КазССР, в 1945 избран секретарём графической секции Союза художников КазССР. В ноябре 1945 вернулся в Ленинград.

### Послевоенные годы
В декабре 1945 встал на учёт в ЛОСХ и активно вошёл в ленинградскую художественную жизнь. В круг его общения в 1940—1950 входили художники Г. Н., А. Г., В. Г. Траугот, В. П. Янова, П. И., Н. Г. и М. П. Басмановы, А. А. Лепорская и Н. М. Суетин, скульптор М. В. Войцеховский, искусствовед В. Н. Петров, астрофизик Н. А. Козырев, филолог-античник А. И. Зайцев, философ Я. С. Друскин. В Москве встречался с Б. В. Эндером, Д. И. Митрохиным, Н. И. Харджиевым.
В некоторых работах 1940-х годов присутствует момент супрематизма, «супрематические состояния»: «Окно», «Старая Ладога» (1946—1947). Другие его работы несут уже новые образы: серия «Быки» (1940—1950); серия гуашей «Облака перед несуществующим» (1950—1951). В 1951 начал разрабатывать религиозную тему: Евангельский цикл (1951—1954), серия гуашей «Вестники» («Ангелы», 1956—1957), эта тема продолжалась на протяжении всей жизни.
В 1940-60 е гг. продолжал писать стихи и прозу. Его литературные произведения опубликованы посмертно.

### 1960-е годы
В 1950-е годы дружил с реставраторами и исследователями древнерусского искусства; принимал участие в праздновании юбилея Андрея Рублёва в Москве (1960). В это время в его графических и живописных работах появляются новые пластические качества.
В начале 1962 года, развивая теорию своего учителя К. С. Малевича о прибавочных элементах в изобразительном искусстве, Стерлигов открыл новый прибавочный элемент искусства 1960-х — «прямо-кривую». Его теория получает название «Чашно-купольного сознания».
В 1962 Стерлигов посвящает в свою идею других художников, привлекает их к работе над новой формой, над созданием нового пластического пространства — сферического, криволинейного.||
В 1963—1966 гг. вместе с друзьями создал Старопетергофскую школу получившую это название, потому что встречи и выставки художников проходили в Старом Петергофе, в доме художника С. Н. Спицына.) — Старый Петергоф. 1 линия, д. 11. В круг Старопетергофской школы входили В. В. Стерлигов, Т. Н. Глебова, П. М. Кондратьев (до 1965), С. Н. Спицын, В. П. Волков(до 1965), искусствоведы Е. Ф. Ковтун и А. В. Повелихина.
Стерлигов и его круг изучали теорию прибавочного элемента К. С. Малевича, «пять новейших систем в искусстве — импрессионизм, сезаннизм, кубизм, супрематизм, кроме футуризма», исследовали цвет.
Стерлигов называл эту работу «невидимый институт», потому что видел в ней продолжение, с перерывом более чем в 30 лет, исследовательской работы, проводившейся в ГИНХУКе. «Объяснение вчерашнего дня сегодняшним», недолгое возвращение к прошедшему периоду служило художникам к тому, чтобы « освежить» свою современную работу. Основное внимание Стерлигов обращал на работу над « чашно-купольным сознанием».
Персональные выставки работ В. В. Стерлигова при его жизни проходили редко: однодневная выставка в ЛОСХ (1966), и две выставки, в НИИ архитектуры и в ГМИИ в Москве (1970). С 1957 проводил «квартирные» выставки у себя дома и у друзей. С июня 1971 эти выставки проходили в мастерской Т. Н. Глебовой на ул. Ленина, д. 52, кв.43.
Одним из учеников и последователей Стерлигова был известный казахстанский художник актуального искусства Рустам Хальфин.

## Творчество
Практикантам ГИНХУКа К. С. Малевич говорил: «…это будет школа, а не работа в искусстве, которой вы будете заниматься позже, развивая СВОЙ прибавочный элемент». В этом смысле Стерлигов — прямой наследник Малевича, так как осознал и назвал новый прибавочный элемент 1960-х годов. Свой вывод в искусстве Стерлигов сделал из супрематизма Малевича; новые свойства цвета, изучаемые Стерлиговым, также были выводом из супрематизма. У Малевича Стерлигов взял и геометрическую форму как модуль строения мира, живописного и космогонического, как «соображение о строительстве Вселенной». Мысль о Вселенных, представленных в виде сфер, при касании которых образуется Кривая, имеет своё объяснение и в науке, где, по одной из теорий строения Вселенной, она состоит из бесконечного количества касающихся друг друга сфер. Две зеркально отражающиеся Кривые образуют чашу — поэтому Стерлигов и называет свою идею «чашно-купольное строение Вселенной».
Владимир Стерлигов был декларативен не менее своих учителей, объясняя это «ответственностью каждого художника перед Высшим».

Я не учился у Татлина, но взял у него главное. Те, кто учился у Татлина — никогда его учениками не были.
Я не учился у Матюшина, но взял у него главное. Те, кто учился у Матюшина, никогда его учениками не были.
Я учился у Малевича и после квадрата я поставил чашу.

От Филонова — напряжённое внимание к микрочастице поверхности.
От Малевича — ощущение супрематичности природы Вселенной.
От Татлина — национальные свойства.
От Матюшина — «импрессионистический» «кубизм»— Владимир Стерлигов. Тексты об искусстве, дневники, письма // Шестнадцать пятниц: Вторая волна ленинградского авангарда. – LA, USA, 2010. – Ч. 1. – С. 71. («Experiment / Эксперимент: Журнал русской культуры». – № 16: В 2 ч.
Все эти качества Стерлигов и его соратники развивали в своём творчестве. Друг Стерлигова, художник Б. В. Эндер, дал такую оценку его работе:

предельно формалистическое искусство, и вместе с тем такое близкое и реальное, взятое из природы— Шестнадцать пятниц: Вторая волна ленинградского авангарда. – LA, USA, 2010. – Ч. 1. – С. 262—263.

Стерлигов… был вождь направления, отводивший немалые роли идеям, формулировкам программ… один из крупных представителей ленинградской школы 20 века. Особенность ленинградской живописной школы 20 века — почти иконная (чуть аскетичная) светимость цвета… мрак и свет проницают друг друга, подобно тому как они соотносятся и в человеческом мире.
.
Наиболее известные работы Стерлигова 1960-х гг. и 1970-х гг.:
- живописная серия «Моря»,1962
- графические серии : «Лик», «Око», «Свойства чашной кривой», «Во Вселенной», «Касание», «Природа в чаше»,"Треугольник Рёло" (1962);
- коллаж «Квадрат в куполе» (1963),
- живопись: «Разговор: Вопрос и Ответ» (1963), «Портрет Люси Ушаковой» (1963),
- акварель «Путешественник (Путешественница)» (1963), графическая и живописная серия «Сан-Паулус»,
- графическая и живописная серия «Диаконы» (1964),
- живопись: «Черёмушки»(1964), « Чаша»(1964), «Щукино»(1964),
- графическая серия «Выходит Мария» (1964),
- акварели «Мы живём внутри купола» (1965);
- графическая серия «Ленты Мёбиуса» (1965),
- живопись: «Разговор об Истине» (1967),
- живопись: «О Возвышенном» (1967),
- живопись: «Здравствуйте!» (1967);
- живопись: «Пустынник (Монах)» (1967);
- графическая серия «Пошатнувшееся пространство» (1967),
- живопись: «Преклонимся все (Первая бабочка)» (1969—1970);
- пастели «Рябинка» и «Сухая трава» (1971);
- графическая серия: «Ангелы травы» (1972);
- гуашь «Распятие» (1973);
- акварель и гуашь «Голгофа» (1973);
- живописная и графическая серия «Скрытая геометрия» (1973).

### Книжная иллюстрация
В книжной иллюстрации В. В. Стерлигов работал на протяжении всей жизни. В 1929—1934 годах сотрудничал с журналами «Чиж» и «Ёж». В 1953—1973 постоянно сотрудничал с детским журналом «Мурзилка».

#### Избранные работы
- Емелин С. За белухой. — М.; Л.: ОГИЗ, 1931.
- Стерлигов В. На самолёте в Америку / Рисунки автора. — М.; Л.: ОГИЗ, 1931.
- Стерлигов В. Огород / Рис. автора. — М.; Л.: ОГИЗ; Молодая гвардия, 1931.
- Черненко А. И. Баста! Повесть для старшего возраста / Обложка и рисунки В. Стерлигова. — М.; Л.: Молодая гвардия, 1932.
- Гринберг И. И. Поход двенадцати / По рассказу немецкого писателя Г. Пийета; Обл. и рис. В. Стерлигова. — М.; Л.: Молодая гвардия, 1932.
- О мышонке, который был кошкой, собакой и тигром: Индийская сказка / Пересказал для детей Н. А. Ходза. — Л.: Ленинградский художник, 1958.
- Русские загадки. — М.: Детский мир (Малыш), 1961.
- Вейнгартнер Ф. Советы дирижёрам / Перевод М. В. Юдиной. — М.: Музгиз, 1962. (Не издано)
- Сперанский Е. Актёр театра кукол. — М.: ВТО, 1965.
- Мочалов Л. Голубой лес. — Л.: Детская литература, 1966.
- Озерецкая Е. Совсем новые сказки. — Л.: Детская литература, 1966.
- Сперанский Е. Повесть о странном жанре. — М.: ВТО, 1971.

## Семья
Жена (с 1925) — Мейснер Лидия Ивановна (1902— ?, погибла в лагере);
Жена (с 1943) — Глебова Татьяна Николаевна, художница школы Филонова (1900—1985).

## Память
На могиле В. В. Стерлигова на Ново-Троицком (Бабигонском) кладбище в 1974 поставлен памятник, сделанный С. Н. Спицыным, по эскизу, повторяющему работу Стерлигова «Распятие».

## Работы находятся в собраниях
- Государственная Третьяковская галерея, Москва,
- Государственный Русский музей, Санкт-Петербург,
- Государственный музей истории Санкт-Петербурга,
- Государственный музей изобразительных искусств имени А. С. Пушкина, Москва,
- Московский музей современного искусства, Москва,
- Музей Органической Культуры, Коломна
- Музей изобразительных искусств, Архангельск
- Коллекция Нортона и Нэнси Додж, Музей Зиммерли при университете Ратгерс штата Нью Джерси (Нью Бранзуик, Нью Джерси, США) [11]